# Ганохора
Ганохора (грч. Γανόχωρα) је насељено место у општини Катерини у периферији Средишња Македонија, Грчка. Према попису из 2021. године било је 656 становника.
Насеље је подигнуто после 1923. године на месту старијег села насељавањем грчких избегличких породица. На попису из 1928. године Ганохора је имала 461 становника. Село се раније звало Турија.